# Capitalism social
Capitalismul social ca teorie sau poziție politică sau filozofică contestă ideea că sistemul capitalist este în mod inerent antagonist cu obiectivele sociale sau cu o economie politică caracterizată printr-o egalitate economică mai mare. Esența economiei sociale de piață este opinia conform căreia piețele private sunt cel mai eficient mecanism de alocare, dar că producția este maximizată printr-un management macroeconomic de stat solid al economiei. Economiile sociale de piață presupun că o rețea de sprijin social puternică pentru cei mai puțin înstăriți sporește producția de capital. Prin scăderea sărăciei și extinderea prosperității către o mare clasă de mijloc, participarea pe piața de capital este extinsă. Economiile sociale de piață presupun, de asemenea, că reglementarea guvernamentală și chiar sponsorizarea piețelor pot duce la rezultate economice superioare, așa cum se evidențiază în sponsorizarea guvernamentală a internetului sau reglementarea de bază a valorilor mobiliare.